# Pannonia Cup
La Pannonia Cup è una competizione di hockey su prato che si svolge a cadenza annuale dal 1993 tra le squadre nazionali di Croazia, Ungheria, Slovacchia e Slovenia.
| Anno | Sede             | Campione   | 2º posto   | 3º posto   | 4º posto   |
| ---- | ---------------- | ---------- | ---------- | ---------- | ---------- |
| 1993 | Lipovci          | Croazia    | Slovacchia | Ungheria   | Slovenia   |
| 1994 | Predanovci       | Croazia    | Slovacchia | Ungheria   | Slovenia   |
| 1995 | Bratislava       | Croazia    | Ungheria   | Slovenia   | Slovacchia |
| 1996 | Zagabria         | Croazia    | Ungheria   | Slovenia   |            |
| 1997 | Zagabria         | Croazia    | Slovacchia | Ungheria   | Slovenia   |
| 1998 | Moravske Toplice | Croazia    | Ungheria   | Slovacchia | Slovenia   |
| 1999 | Zánka            | Croazia    | Ungheria   | Slovacchia | Slovenia   |
| 2000 | Budapest         | Croazia    | Slovacchia | Ungheria   | Slovenia   |
| 2001 | Budapest         | Croazia    | Ungheria   | Slovacchia | Slovenia   |
| 2002 | Bratislava       | Slovacchia | Croazia    | Slovenia   | Ungheria   |
| 2003 | Bratislava       | Croazia    | Slovacchia | Slovenia   | Ungheria   |
| 2004 | Non disputata    |            |            |            |            |
| 2005 | Zagabria         | Croazia    | Slovenia   | Slovacchia | Ungheria   |
| 2006 | Zagabria         | Croazia    | Ungheria   | Slovenia   | Slovacchia |
| 2007 | Bratislava       | Slovenia   | Croazia    | Slovacchia | Ungheria   |
| 2008 | Moravske Toplice | Slovacchia | Croazia    | Slovenia   |            |
| 2009 | Zagabria         | Slovacchia | Croazia    | Slovenia   | Ungheria   |
| 2010 | Non disputata    |            |            |            |            |
| 2011 | Bratislava       | Ungheria   | Croazia    | Slovacchia |            |